# Opium
För andra betydelser, se Opium (olika betydelser).

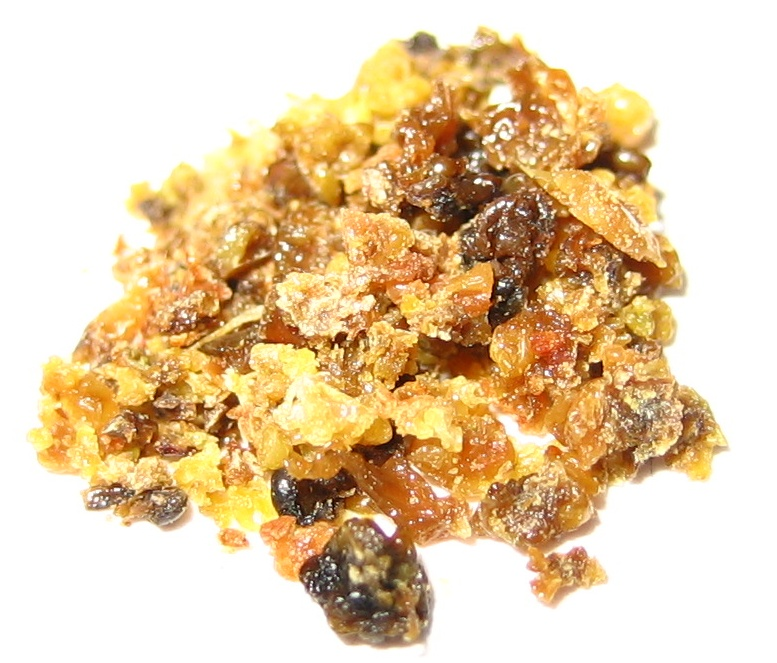
Opium.

Opium (efter latinets opium och grekiskans opion, diminutiv av opos, "mjölksaft") är den intorkade mjölksaften från opiumvallmon (Papaver somniferum L.). Det har sedan urminnes tider använts som drog och läkemedel.
De viktigaste odlingsområdena idag är gyllene triangeln, som består av länderna Laos, Myanmar och Thailand och gyllene halvmånen, som består av länderna Afghanistan, Iran och Pakistan. 90 % av allt opium kommer (2011) från Afghanistan och opiumskörden i landet slog alla rekord år 2017 då FN uppskattade att opiumvallmo odlades på 328 000 hektar mark. Detta trots att miljarder amerikanska dollar spenderats i syfte att utrota framställningen av opium. Afghanistan stod då för cirka 80% av världsproduktionen av narkotikan heroin, som utvinns ur opium. En hektar ger 14-30 kg opium. 

## Verkan och sammansättning
Drogen har använts i tusentals år inom folkmedicinen för att lindra smärta, motverka diarré, dämpa ångest och ge sömn. Drogen ger en euforisk effekt. Opium innehåller ett tjugotal verksamma alkaloider bland annat morfin, noskapin, kodein, papaverin och tebain. Alkaloider från plantan med smärtstillande och euforiska effekter kallas tillsammans med syntetiska ämnen som påverkar kroppen på liknande sätt för opiater eller opioider. Opium används huvudsakligen som råvara för framställning av morfin (som det består mest av, cirka 16 %), kodein och andra opiumalkaloider.

## Historik

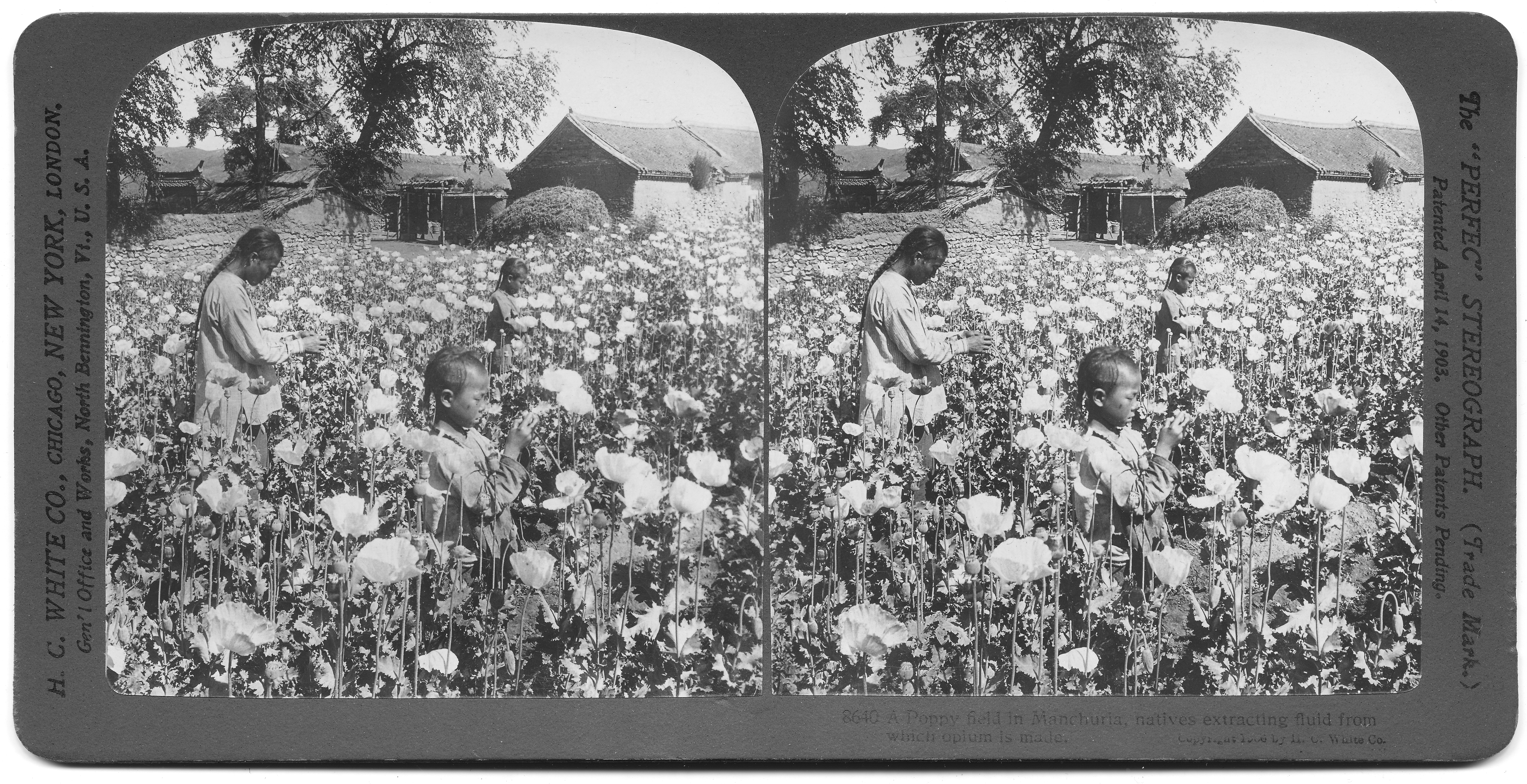
Opiumodling Manchuriet 1906.

Opiumvallmon har sannolikt sitt ursprung i Persien och möjligen även i de östra Medelhavstrakterna. För skörd av opium har den historiskt odlats i stor skala i Mindre Asien, Persien, Indien, Kina och Balkanhalvön (Bulgarien och Nordmakedonien) samt, i mindre omfång i Egypten, Algeriet, Japan, Ryssland (Kaukasus), Nordamerika, Mexiko och Australien.
Sedan forntiden framställdes opium i övre Egypten, där vallmon framför allt odlades kring huvudstaden Tebe, vilket gav upphov till den äldre benämningen thebaicus för opiumpreparat i flera farmakologiska sammanhang, bland annat tinctura thebaica = t. opii och vinum thebaicum = v. opii.

### Indien och Kina
Det opium som framställts i Brittiska Indien, framför allt under 1800-talet och bland annat i Förenade provinserna Agra och Oudh, hade en mycket stor betydelse i kulturhistoriskt, kommersiellt och politiskt hänseende. I Bengalen användes en stor del av den mest produktiva jorden till vallmoodling. Opiumhandeln drevs med monopol av den brittisk-indiska regeringen, och var dess främsta inkomstkälla. Vid denna tid sysselsattes mer än 100 000 människor med skörden under skördeperioden.
Det indiska opiet exporterades då huvudsakligen till Kina, som förbrukade stora kvantiteter. År 1767 var exporten dit endast 200 kistor, men opiumförbrukningen steg sedan mycket snabbt trots alla förbud, stränga straff (dödsstraff för 3:e resan) och illustrerade folkskrifter, som framhöll opiummissbrukets olyckliga följder. Brittiska Indiens vinst på den stigande opiumhandeln med Kina var för stor för att de ledande männen i Indien skulle låta denna handel gå förlorad, eftersom den var deras förnämsta inkomstkälla. Införselförbudet ledde till storskalig smuggling. Kinesiska regeringen lade slutligen 1839 hos britter i Kanton beslag på 20,000 kistor opium, som brändes upp. Detta gav upphov till det så kallade opiumkriget mellan Storbritannien och Kina. Britterna uppnådde sina mål: flera kinesiska hamnar öppnades och opiuminförseln släpptes fri. Denna uppgick sedan till omkring 6 miljoner kg årligen. När Kina inte kunde utestänga opium från Indien, påbörjades opiumodling inom landets egna gränser, och stora mängder, 12-13 miljoner kg, producerades årligen. Under början av 1900-talet gjorde Kinas regering, särskilt de liberala "ungkineserna" som genom revolution och republikens införande kom till makten, stora ansträngningar för att hindra opiumproduktionen och opiummissbruket. På en internationell "opiumkongress" i Haag 1912-1913 deltog 12 länders representanter. De enades i stort sett om att upphöra med all opiumhandel med Kina så snart den indokinesiska handeln upphörde, och en konvention antogs där signatärmakterna förpliktade sig att kontrollera råopiehandeln, minska antalet import- och exportplatser samt hindra eller åtminstone övervaka utskeppning till länder, som förbjudit eller inskränkt exporten av drogen. I maj 1913 fick det brittiska parlamentet veta att regeringen beslutat att stoppa opiumhandeln för gott.

### Medicinhistoria
Opium har en lång historia av medicinsk användning. "Opiets historia är medicinens historia" menade läkaren Christoph Wilhelm Hufeland (1762–1836), och få läkemedel har som opium varit utsatt för så växlande uppfattningar när olika medicinska skolor har avlöst varandra genom historien. Vallmon nämns i Iliaden under namnet mekon, och grekerna torde ha känt växtens sömngivande egenskaper när de helgade den åt Morfeus, sömnens gud. Länge användes endast ett extrakt på blad och stjälkar, kallat mekoneion. Redan Hippokrates samtida Diagoras (under 5:e århundradet f. Kr.) kände till opiet och varnade för detta som ett farligt medel. En av den empiriska skolans främsta män, Herakleides från Tarent, använde däremot opium mera oförskräckt. För empirikerna, som var mer intresserade av symptomlindring än av sjukdomsorsaker, var nämligen opium ovärderligt med sin smärtstillande förmåga. Mot dem stod Asklepiades och hans skola, som ville huvudsakligen genom dietetik "snabbt, säkert och behagligt" bota de sjuka. Även de efterföljande metodikerna, som använde antingen "sammandragande" eller "lösande" behandlingsmetoder, var avoga mot opium, men använde ibland "diacodium", ett avkok på vallmohuvud blandat med honung som liknade senare tiders "syrupus diacodii". Ungefär samtidigt (under århundradet före Kristus) uppfanns ett flertal "antidota", motgifter i den mening att man genom att använda dem skulle vara skyddad mot förgiftningar. I sådana antidot ingick som en väsentlig beståndsdel det av Dioskorides noggrant beskrivna opiet, till exempel i "mithridaticum", "philonium", "theriaca Andromachi", som fortfarande i början av 1900-talet kunde hittas på apotek. Galenus, vars åsikter under århundraden behärskade medicinen, använde opium med viss försiktighet eftersom det gav en tung sömn och "förtjockade blodet", och hans efterföljare Alexander Trallianus menade att opium inte borde ges om blodträngning till hjärnan förelåg (dvs. vid stroke).
Under medeltiden bevarades de medicinska traditionerna av de persiska läkarna, bland vilka Avicenna och Rhazes flitigt använde opium. Vid den nyare tidens början rensade den namnkunnige Paracelsus bort mycket ogräs från läkekonstens fält och införde bruket av enklare beredningar, särskilt extrakt och tinkturer. Hans "laudanum", ett slags opiumtinktur, fick stor användning. Den fruktan för opium som många fortfarande hyste bekämpades av Felix Pläter, som påpekade att man kunde använda opium i lämplig dos lika väl som bekanta opiumhaltiga beredningar. En av de främsta förkämparna för opium var den flamländske läkaren Johann Baptist van Helmont (1577–1644), i vars hand detta medel blev "en skaparens särskilda gåva", som ansågs äga en specifik verkan mot flera sjukdomar. Under inflytande av de framsteg som kemin gjort, grundlades av Frans de le Boë (Sylvius), en lärjunge till van Helmont, den iatrokemiska skolan, som ville förklara alla yttringar av liv och sjukdom enligt kemiska lagar. I sitt lovprisande av opium yttrade han - som fått öknamnet "Doctor opiatus" - "utan opium skulle jag icke vilja vara läkare". En lång, samlad erfarenhet visade på den användbara verkan av opium mot smärtor och så vidare, och som den prövande erfarenhetens förnämste målsman framstod engelsmannen Thomas Sydenham (1624–1689), vars opium-tinktur, laudanum liquidum Sydenhami, länge bibehöll sin plats i medicinen. Vid 1600-talets slut stod sålunda opium i högt anseende. Mot detta anseende propagerade Stahl, då han 1707 utgav sin skrift Om opiumbedrägeriet. Till följd av sin åsikt att själen är upphovet till alla reaktionsfenomen i kroppen och alla kriser i sjukdomar, avvaktade han så ensidigt dessa livsyttringars inträdande att han rent av förföll till nihilism i avseende på medicinsk behandling och alldeles förbjöd bruket av opium. Hans själsfrände Friedrich Hoffmann - upphovsmannen till Hoffmanns droppar - hyste dock något större aktning för opium, och fransmannen Hecquet blev 20 år efteråt å andra sidan en lite väl ivrig lovprisare av opium, som han upphöjde till en verklig panacé. I denna häftiga strid om opium skapade Tralles 1757 i viss mån lugn och reda genom sitt vidlyftiga arbete Opiets hälsosamma och skadliga bruk. Ännu en gång blev dock opium utsatt för en misstydning, nämligen genom William Cullen (1710–1790), som i sin irritabilitetslära kategoriserade opium som ett starkt uppiggande medel, i strid mot århundradens erfarenhet.
Den första alkaloiden i opium upptäcktes 1803 av den franske kemisten Charles Derosne och benämndes narkotin eftersom man trodde att denna alkaloid var den dövande, sömngivande beståndsdelen i opium. Detta visade sig snart vara ett misstag, och redan 1804 upptäcktes den rätta sömngivande beståndsdelen, morfin, av den tyske apotekaren Friedrich Sertürner.
I Sverige gällde under början av 1900-talet, när opiumpreparat fortfarande användes som läkemedel, att opiumpreparaten bereddes på apotek av väl torkat och pulveriserat opium innehållande omkring 10 procent morfin, som var det aktiva ämnet i preparaten. Den exakta morfinhalten bestämdes dock genom titrering enligt en i farmakopén angiven metod.
Historiska försök att framställa opium i mellersta Europa lyckades så till vida att det opium som erhölls i liten skala på åtskilliga ställen (även i Sverige) befanns vara av god kvalitet, men för dyrt på grund av de alltför höga arbetskraftskostnaderna.

## Juridiska aspekter
Opium är, liksom dess alkaloider tebain, morfin och kodein, narkotikaklassat i Sverige och många andra länder, och odlas illegalt i delar av världen. Opium ingår i förteckningen N I i 1961 års allmänna narkotikakonvention (efterföljaren till Internationella opiumkonventionen), samt i förteckning II i Sverige.

## Besläktade droger
Bland de mest kända semisyntetiska opiaterna finns heroin, även kallad för diacetylmorfin.